# Постижение истории

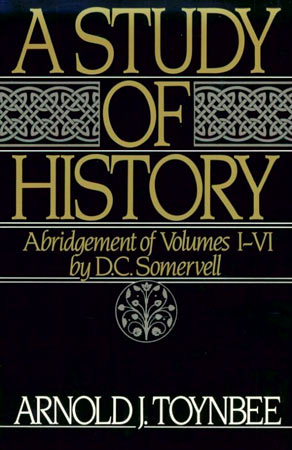
«Постижение истории», издательство Оксфордского университета

«Постиже́ние исто́рии» (англ. A Study of History), правильнее — «Иссле́дование исто́рии» (где «исследование» как законченный научный труд, а не как процесс) — фундаментальный исторический труд британского историка, культуролога, социолога и философа Арнольда Джозефа Тойнби, состоящий из 12 томов и писавшийся с 1934 по 1961 год.

## Структура издания
- Т. I. Введение (Introduction); Сравнительное исследование цивилизаций.
- Т. II. Генезис цивилизаций (The Geneses of Civilizations).
- Т. III. Рост цивилизаций (The Growths of Civilizations).
- Т. IV. Надломы цивилизаций (The Breakdowns of Civilizations).
- Т. V. Распады цивилизаций (The Disintegrations of Civilizations).
- Т. VI. Универсальные государства (Universal States).
- Т. VII. Вселенские церкви (Universal Churches).
- Т. VIII. Героические века (Heroic Ages); Контакты между цивилизациями в пространстве (Contacts between Civilizations in Space).
- Т. IX. Контакты между цивилизациями во времени (Contacts between Civilizations in Time); Закон и свобода в истории (Law and Freedom in History); Перспективы западной цивилизации (The Prospects of the Western Civilization).
- Т. X. Вдохновение историков (The Inspirations of Historians); Заметки по хронологии (A Note on Chronology).
- Т. XI. Исторический атлас (Historical Atlas and Gazetteer).
- Т. XII. Переосмысленное.

## Содержание
Отказываясь от линейной мировой истории, Тойнби делит человечество на ряд (21) цивилизаций, противостоящих примитивным обществам. Цивилизацию он называет полем исторического исследования. Каждая цивилизация имеет свою историческую шкалу. Появляются они в ответ на вызов внешней среды. Однако чрезмерный вызов может привести к затормаживанию цивилизации. В процессе своего развития они расслаиваются на правящее меньшинство и пролетариат, который бывает внешним (окружающие варварские народы) и внутренним (отчуждённые социальные группы). За расцветом следует надлом, когда «творческое меньшинство» вырождается в правящую элиту; распад цивилизаций обычно происходит в «3,5 такта». Создание элитой «универсального государства» для каждой конкретной цивилизации означает, что она уже прошла первый период упадка; падение «универсального государства» обычно сопровождается распространением возникшей среди внутреннего пролетариата новой вселенской религии, которая может стать основой для цивилизации следующего поколения (как христианство в недрах эллинской цивилизации стало таковой для западной и православной). Вместе с тем, в отличие от большинства предшествовавших ему сторонников цивилизационного подхода, Тойнби в конечном итоге признаёт существование прогресса человечества, что он усматривал, в частности, в рождении новой синкретической религии вроде бахаизма, способной объединить человечество.

## Список цивилизаций
Развившиеся цивилизации:
1. Западный мир
2. Православная христианская цивилизация (основная) — подразумевается Византийский мир и его наследники на Балканах
3. Православная христианская (русская) цивилизация
4. Арабское общество (исламский мир)
5. Дальневосточная цивилизация (в Китае)
6. Дальневосточная цивилизация (в Японии и Корее)
7. Древнекитайская цивилизация
8. Индское общество (первоначально термин касался цивилизации в Индии после вторжения индоариев, так как цивилизацию долины Инда Тойнби ошибочно рассматривал как копию шумерской)
9. Индуистское общество
10. Иранское общество
11. Эллинское общество (греко-римская культура)
12. Сирийское общество (семитское христианство) — дожило до нашего времени в виде двух «реликтов»: сообществ евреев и парсов
13. Минойское общество (крито-микенская цивилизация) — уровень бронзового века
14. Хеттское общество
15. Шумерское общество
16. Вавилонское общество (Ассирия, Вавилон, Элам)
17. Египетское общество — уровень бронзового века; так как трёхтысячелетняя история древнеегипетской цивилизации не вписывалась в рамки концепции Тойнби, он приписывал ей «окаменение» после первого периода «универсального государства» (Среднего царства)
18. Майяское общество — уровень каменного века, в VII веке распадается на юкатанскую и мексиканскую цивилизацию
19. Юкатанское общество (поздняя цивилизация майя)
20. Мексиканское общество (тольтеки и ацтеки)
21. Андское общество (инки)

Неродившиеся цивилизации:
1. Дальнезападная христианская (христианизированных кельтов)
2. Дальневосточная христианская (несториан в Западной и Средней Азии)
3. Скандинавская (эпохи викингов)
4. Неродившаяся сирийская «эпохи гиксосов» — середины II тысячелетия до н. э.

Заторможенные цивилизации:
1. Эскимосы
2. Кочевники Великой степи
3. Османы
4. Спартанцы
5. Полинезийская цивилизация (остров Пасхи)[1].

В некоторых случаях сменяющие друг друга цивилизации образуют последовательности. Максимальное число цивилизаций в этих последовательностях не превышает трёх. Последними членами последовательностей являются ныне живущие цивилизации. Таковы последовательности: минойская — эллинская — западная цивилизации, минойская — эллинская — православная цивилизация, минойская — сирийская — исламская цивилизации, шумерская — индская — индуистская цивилизации.
Учёным были выдвинуты критерии оценки цивилизаций: устойчивость во времени и пространстве, в ситуациях Вызова и взаимодействия с другими народами. Смысл цивилизации он видел в том, что сопоставимые единицы (монады) истории проходят сходные этапы развития. Успешно развивающиеся цивилизации проходят стадии возникновения, роста, надлома и разложения. Развитие цивилизации определяется тем, способно ли творческое меньшинство цивилизации находить ответы на вызовы природного мира и человеческой среды. Тойнби отмечает следующие типы вызовов: вызов сурового климата (египетская, шумерская, китайская, майяская, андская цивилизации), вызов новых земель (минойская цивилизация), вызов внезапных ударов от соседних обществ (эллинская цивилизация), вызов постоянного внешнего давления (русская православная, западная цивилизация) и вызов ущемления, когда общество, утратив нечто жизненно важное, направляет свою энергию на выработку свойств, возмещающих потерю.

## История издания
В 1954 году вышло 10-томное издание «Постижение истории» в трех различных вариантах. Вслед за
Освальдом Шпенглером, которого Тойнби называл гением, он рассматривает различные цивилизации параллельно, находя поразительные сходства в их зарождении, развитии и упадке; хотя и отвергает биологическую модель Шпенглера, согласно которой цивилизация, как организм существует около 1000 лет.
- Тома I—III были изданы издательством Оксфордского университета в 1934 году.
- Тома IV—VI — там же в 1939 году.
- Тома VII—X были изданы в 1954 году.
- Том XI (в соавторстве с Эдвардом Майером) вышел в 1959 году.
- Том XII «Переосмысленное» был выпущен в 1961 году.

На русском языке основной труд Тойнби издавался только в сокращении (в основу вышедшего двухтомника положена сокращённая версия, подготовленная Д. Ч. Сомервеллом):
- Тойнби А. Дж. Постижение истории: Сборник. Составитель А. П. Огурцов. — Москва: Прогресс, 1991. (Сильно сокращённый материал тома 1—10).
- Тойнби А. Дж. Исследование истории. Перевод К. Я. Кожурина: В 3 томах — Санкт-Петербург: Издательство Санкт-петербургского университета, Издательство Олега Абышко, 2006. (Перевод изложения Д. Сомервелла, одобренный Тойнби).
- Тойнби А. Дж. Постижение истории: Сборник / Перевод с английского Е. Д. Жаркова. — Москва: Рольф, 2001. — 640 с., ISBN 5-7836-0413-5, тираж 5000 экз. (тт. 1 — 7)
- Тойнби А. Дж. Цивилизация перед судом истории: Сборник / Перевод с английского — Москва: Рольф, 2002. — 592 с.. ISBN 5-7836-0465-8, тираж 5000 экз. (тома 8, 9, 10, 12)
- Тойнби А. Дж. Постижение истории. Перевод с английского Е. Д. Жаркова, под редакцией д.и.н., проф. В. И. Уколовой и к.и.н. Д. Э. Харитоновича. — Москва: Айрис Пресс, 2002. — 640 с., ISBN 5-8112-0063-3, Доп. тираж 5000 экз. (тт. 1, 2, 3, 4, 5, 6, 7)

## Закон вызова и ответа
Закон вызова и ответа по мнению Арнольда Тойнби определяет развитие цивилизации. Историческая ситуация или природные факторы ставят перед обществом проблему («вызов»). Дальнейшее развитие общества определяется выбором варианта решения («ответом»).
Выработка адекватной реакции на вызовы — социальная функция «творческого меньшинства», которое не только выдвигает и реализует идеи, но и увлекает за собой остальных.

## Критика
Наиболее известным критиком «Постижения истории» считается голландский историк Питер Гейл (Debates with Historians, 1958).
Российский философ А. А. Ивин отмечал религиозность работ Тойнби. Ивин отметил грандиозность замысла Тойнби, насыщенность его концепции деталями и меткими наблюдениями. В то же время вычленение «отдельных, локальных цивилизаций» сочетается с попыткой Тойнби воссоздать единство всемирной истории, эта идея наполняется религиозным смыслом. Движение истории от примитивных цивилизаций к обществам с высшими религиями приводит к тому, что человек прикасается к «иному, небесному миру»; история оказывается воплощением «божественной творческой силы». Ивин усматривал в религиозном уклоне ограниченность анализа в работах Тойнби лишь прошлыми цивилизациями, где религия действительно играла существенную роль. Тойнби почти ничего не говорит об истории XX века и даже события XIX века упоминаются им мимоходом.
Советский историк и этнограф Л. Н. Гумилёв считал:

Самое важное — соотношение человека с ландшафтом — концепцией А. Тойнби не решено, а запутано. Тезис, согласно которому суровая природа стимулирует человека к повышенной активности, с одной стороны, — вариант географического детерминизма, а с другой — просто неверен. Климат около Киева, где сложилось древнерусское государство, отнюдь не тяжел. Заявление, что «господство над степью требует от кочевников так много энергии, что сверх этого ничего не остаётся», показывает неосведомленность автора. Алтай и Ононский бор, где сложились тюрки и монголы, — курортные места. Если море, омывающее Грецию и Скандинавию, — «вызов», то почему греки «давали на него ответ» только в VIII—VI вв. до н. э., а скандинавы — в IX—XII вв. н. э.? А в прочие эпохи не было ни победоносных эллинов, ни отчаянных хищных финикийцев, ни грозных викингов, а были ловцы губок или селедки? Шумеры сделали из Двуречья Эдем, «отделяя воду от суши», а турки все так запустили, что там опять образовалось болото, хотя, по А. Тойнби, они должны были ответить на «вызов» Тигра и Евфрата. Всё неверно.

Не менее произвольной выглядит и географическая классификация цивилизации по регионам. У Тойнби в одну цивилизацию зачислены Византийская и Турецкая империи только потому, что они располагались на одной территории, причём не греки и албанцы, а османы почему-то объявлены «задержанными» (?!). В «сирийскую цивилизацию» попали Иудейское царство, Ахеменидская империя и Арабский халифат, а Шумер и Вавилон разделены на материнскую и дочернюю. Очевидно, критерием классификации был произвол автора.— Гумилев Л.Н. Этногенез и биосфера Земли. Почему я не согласен с А. Тойнби

## Похожие труды
- «Столкновение цивилизаций» (Хантингтон)
- «Закат Европы» (Шпенглер)
- «Византизм и славянство» (Леонтьев)
- «История арабской цивилизации» (Лебон)
- «Этногенез и биосфера Земли» (Гумилёв)
- «Ноосфера» (Вернадский)